# غار برآفتاب نالشکنه
غار برآفتاب نالشکنه مربوط به دوران پیش از تاریخ ایران باستان دوران پارینه‌سنگی جدید است و در شهرستان کوهدشت، بخش مرکزی، دهستان گل گل، روستای گندابه واقع شده و این اثر در تاریخ ۲۸ اسفند ۱۳۸۵ با شمارهٔ ثبت ۱۸۴۸۶ به‌عنوان یکی از آثار ملی ایران به ثبت رسیده است.